# Mercury Glacier (glaciär i Antarktis, lat -79,57, long 157,28)
Mercury Glacier är en glaciär i Antarktis. Den ligger i Östantarktis. Australien gör anspråk på området. Mercury Glacier ligger 1 146 meter över havet.
Terrängen runt Mercury Glacier är huvudsakligen kuperad, men norrut är den bergig. Mercury Glacier ligger nere i en dal. Trakten är obefolkad. Det finns inga samhällen i närheten. 